# Anders Henriksson (musikproducent)

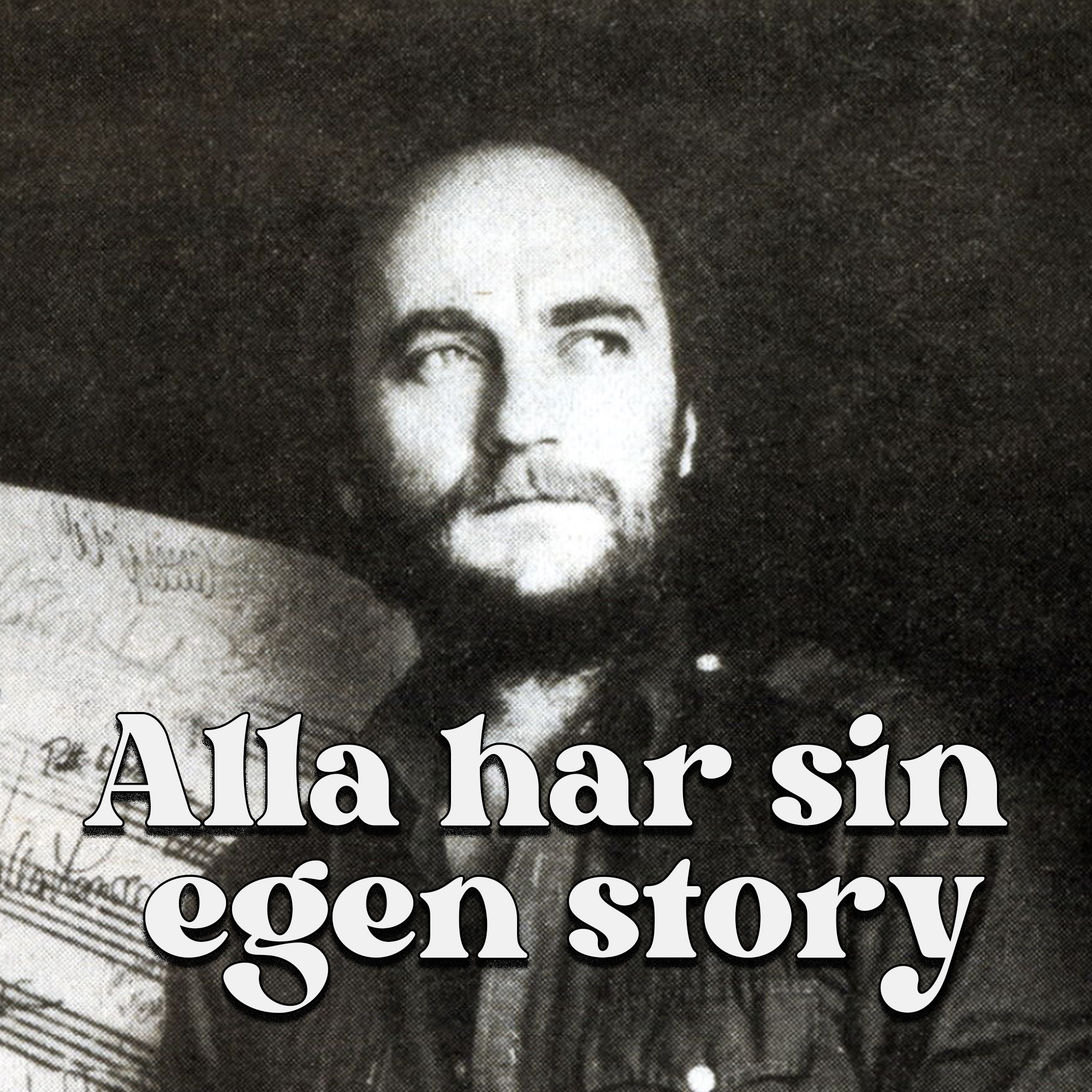
Henkan ca 1981

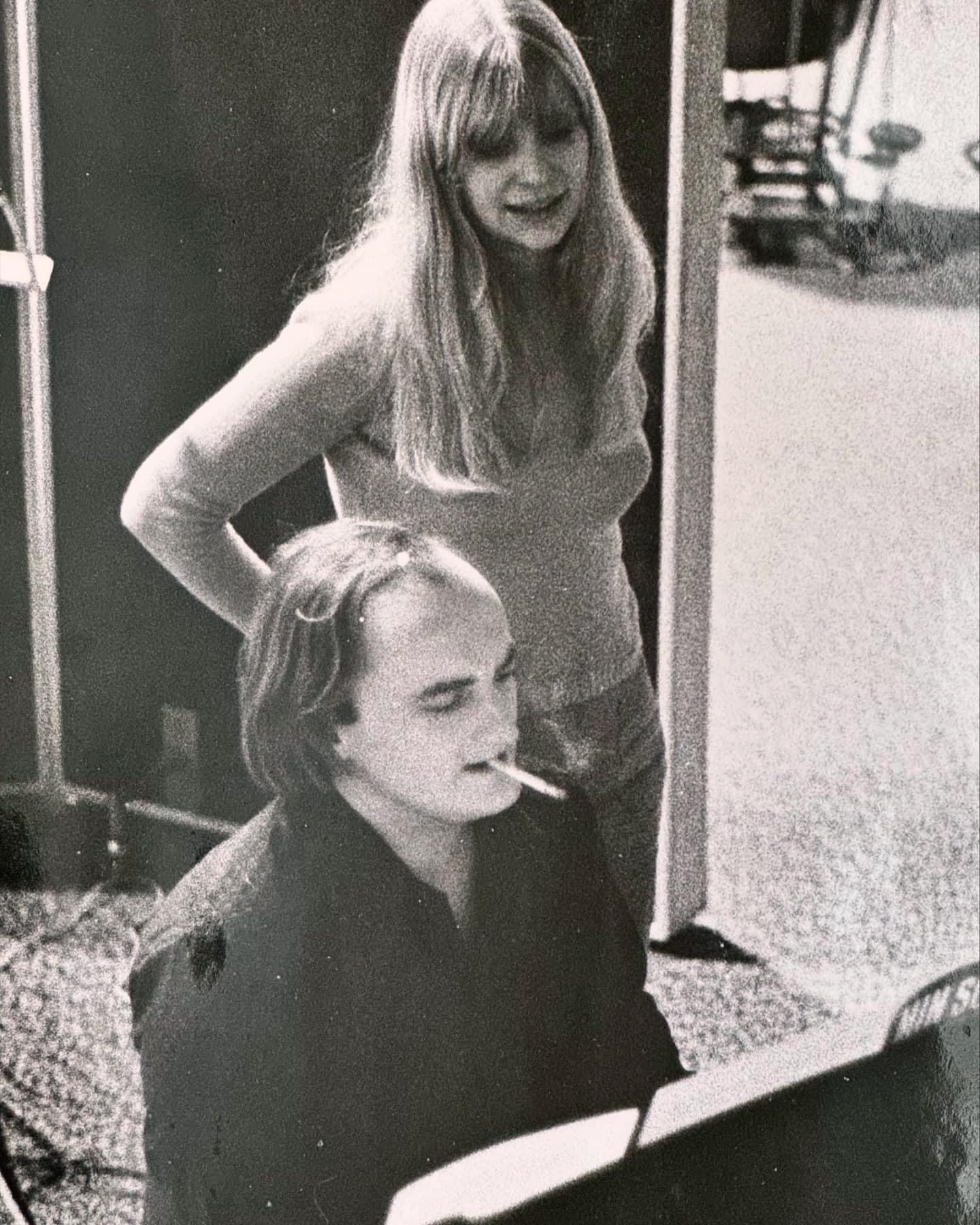
Henkan och Karin Stigmark i studion, 1974.

Anders Emil Henriksson, känd som Anders Henkan Henriksson (eller bara ”Henkan”), född 26 maj 1945 i Sankt Matteus församling i Stockholm, död 4 december 2016, var en svensk musiker, låtskrivare, arrangör, kapellmästare och musikproducent.

## Biografi
Efter studier på Edsbergs musikinstitut för professor Hans Leygraf fick han anställning på skivbolaget EMI. Det var då den musikaliska inriktningen byttes från klassisk musik till popmusik. Den första  gruppen Henriksson jobbade med var The Cherry Stones, tidigt 1965 och singeln "Muddy Hands". Enligt sägnen var Henrikssons första jobb när bandet The Shanes bad om hjälp med några ackord,  men detta är förmodligen en efterhandskonstruktion. Oavsett ledde deras samarbete till flera Tio i topp-placeringar. Henriksson hade varit med i en tidig upplaga av gruppen The Mascots på Adolf Fredriks musikklasser och turnerat med Marianne & the boys, men det var som producent han skulle samarbeta med dem och många andra popgrupper under de närmaste åren. Detta under en tid då yrket musikproducent inte var definierat som det är idag.Förutom The Shanes och Mascots följde samarbeten med Thorstein Bergman, Hounds, Horanges, Annaabee-Nox, Science Poption,  Nursery Rhymes, Sleepstones, Shakers, Ulf Neidemar, Red Squares. Karin Stigmark och många fler. Till och med "Darling", en kortlivad duo skapad för TV-programmet Pop Corner. I programmet visade Anders ”Henkan” Henriksson och Bengt Palmers hur en musikinspelning kunde gå till med teknikens hjälp. Låtarna skrevs på skoj till inslaget men en singel gavs ut senare.
Från 1965, och singeln "The one for you", började samarbetet med popgruppen Tages vilket blev extra fruktbart, både musikalisk och kommersiellt. År 1967 hade Henriksson hela 27 låtar på listorna med Tages och andra band. Den största framgången var med låten "Someone's Taken Maria Away" med Tom & Mick & Maniacs. 1969 bytte Tages namn till Blond inför en internationell lansering. Tack vare produktionen av deras album "The Lilac Years" fick Henriksson möjligheten att arbeta i Abbey Road-studion för skivproducenten George Martin. Där producerade han bland annat två skivor med de brittiska banden Quatermass  och Ginhouse.
Under första hälften av 1970-talet drev Henriksson flera musikprojekt, bland annat svenska powertrion Life (1970), Sommarfilosoferna (1970), Baltik (1973) och Ablution (1974). Andra samarbeten och produktioner var med Svenne & Lotta, Peter Lundblad, Thorleifs, David Garriock, Janne "Lucas" Persson, Duane Loken, Thomas Munck, Bernt Staf, Anders F. Rönnblom, Scafell Pike, med flera. Han hade med flera bidrag i melodifestivalen, i vilken han också deltog som musiker och dirigent.
Henriksson producerade 1976 Magnus Ugglas album Livets teater. Under 40 år växte ett nära samarbete fram. Tillsammans har de skrivit låtar som ”Jag mår illa”, ”4 sekunder”, "Trubaduren", "Kung för en dag", "Hotta brudar", "Efterfest", "För kung och fosterland" och många fler.
Under 1980- och 1990-talen var Henriksson också kapellmästare och musiker i olika nöjesprogram på TV, bland annat Måndagsbörsen, Lena Maria Show, Det kommer mera och, liksom tidigare, Melodifestivalen. Han samarbetade med Janne ”Loffe” Carlsson och komponerade dennes signaturmelodi "Är man glad ska man sjunga", med text av Peter Ström. Han fortsatte att skriva, arrangera och producera musik. Vidare samarbetade han med Håkan Hagegård, The Boppers, Chips, Reeperbahn, Arja Saijonmaa, Strix Q, Chattanooga, Magnum Bonum, Coste Apetrea, Double Fantasy, Cyndee Peters och Lill-Babs. Henrikssons son Fredrik medverkar för övrigt i Strix Q:s låt "Kanske stjärnorna vet" (1982), och var med i syntpop-duon Double Fantasy.
Henriksson startade studion och förlaget Synchro Sound Music med Coste Apetrea. De skapade och producerade musik av alla slag och för olika ändamål, däribland avslappningsskivor, barnskivor, reklammusik, jinglar till radio och TV, bland annat Lilla Sportspegeln och Sveriges radios trafikredaktions akutjingel (”biltutan”). De gjorde också musik till olika sportevenemang som Mr. Olympia med Dougie Lawton och skid-VM i Falun 1993. Mest känt är kanske signaturen och musiken till barnprogrammet Björnes magasin.
Anders Henriksson är begravd på Adolf Fredriks kyrkogård i Stockholm.

## Filmmusik (urval)
- 1972 – Strandhugg i somras
- 1997 – Flickor, kvinnor – och en och annan drake